# Alisa Reyes
Alisa Adriana Reyes, född 3 februari 1981 i New York i New York, är en amerikansk skådespelerska. Hon är mest känd för att ha varit programledare för serien All that 1994–1997.